# Щалпегина, Альбина Георгиевна
Альбина Георгиевна Щалпегина (р. 1.10.1938, с. Михайло-Павловское Кыринского района) — российский краевед, учитель, организатор краеведения Акшинском районе Забайкальского края России. Директор (с 1981) Акшинского районного краеведческого музея.
Автор более 40 статей, в том числе энциклопедии «Энциклопедия Забайкалья», и 2 книг по истории и краеведению Забайкалья.